# سوپرکلاسیکو دلاس آمریکاس
جام دکتر نیکولاس لئوز که با نام سوپرکلاسیکو دلاس آمریکاس (پرتغالی: Superclássico das Américas, اسپانیایی: Superclásico de las Américas‎) نیز شناخته می‌شود یک بازی دوستانه فوتبال است که به صورت سالانه بین دو تیم ملی آرژانتین و برزیل برگزار می‌شود. این جام در سال ۲۰۱۱ تأسیس و جایگزین جام رکا شد.

## قالب
رقابت‌ها در دو سال ۲۰۱۱ و ۲۰۱۲ به صورت دو بازی رفت و برگشت در برزیل و آرژانتین برگزار شد اما از آن به بعد به صورت تک بازی و در خاک بی‌طرف انجام می‌شود.
در سال‌های ۲۰۱۱ و ۲۰۱۲ تیم‌ها توافق کرده بودند که فقط از بازیکنان لیگ خودشان استفاده کنند اما این قانون از سال ۲۰۱۴ تغییر یافت و هر دو تیم هم‌اکنون می‌توانند از بازیکنان شاغل در کشورهای دیگر مانند اروپا نیز استفاده کند.

## فهرست قهرمانان

### بازی‌ها
| سال  | تیم میزبان                                                 | نتیجه | تیم مهمان | ورزشگاه                  | محل برگزاری                 |
| ---- | ---------------------------------------------------------- | ----- | --------- | ------------------------ | --------------------------- |
| ۲۰۱۱ | آرژانتین                                                   | ۰–۰   | برزیل     | ماریو آلبرتو کمپس        | کوردوبا، آرژانتین، آرژانتین |
| ۲۰۱۱ | برزیل                                                      | ۲–۰   | آرژانتین  | المپیکو دوپارا           | بلم، برزیل                  |
| ۲۰۱۱ | برزیل در مجموع با نتیجه ۲–۰ قهرمان شد.                     |       |           |                          |                             |
| ۲۰۱۲ | برزیل                                                      | ۲–۱   | آرژانتین  | سرا دورادا               | گویانیا، برزیل              |
| ۲۰۱۲ | آرژانتین                                                   | ۲–۱   | برزیل     | لا بومبونرا              | بوئنوس آیرس، آرژانتین       |
| ۲۰۱۲ | ۳–۳ در مجموع؛ برزیل در ضربات پنالتی ۴–۳ پیروز و قهرمان شد. |       |           |                          |                             |
| ۲۰۱۴ | برزیل                                                      | ۲–۰   | آرژانتین  | ورزشگاه ملی پکن          | پکن، چین                    |
| ۲۰۱۷ | برزیل                                                      | ۰–۱   | آرژانتین  | ورزشگاه کریکت ملبورن     | ملبورن، استرالیا            |
| ۲۰۱۸ | آرژانتین                                                   | ۰–۱   | برزیل     | شهر ورزشی ملک عبدالله    | جده، عربستان سعودی          |
| ۲۰۱۹ | برزیل                                                      | ۰–۱   | آرژانتین  | ورزشگاه دانشگاه ملک سعود | ریاض، عربستان سعودی         |

### قهرمانی بر پایهٔ کشور
| تیم      | تعداد قهرمانی | سال قهرمانی            |
| -------- | ------------- | ---------------------- |
| برزیل    | ۴             | ۲۰۱۱، ۲۰۱۲، ۲۰۱۴، ۲۰۱۸ |
| آرژانتین | ۲             | ۲۰۱۷، ۲۰۱۹             |

### برترین گلزنان
- ایگناسیو اسکوکو ۲
- نیمار ۲
- ژوآو میراندا ۲
- دیگو تاردلی ۲